# Апостольский экзархат Чешской Республики
Апостольский экзархат Чешской Республики (чеш.  Apoštolský exarchát řeckokatolické církve v ČR) — автономный экзархат грекокатолического обряда Русинской грекокатолической церкви c центром в городе Прага, Чехия. Экзархат подчиняется непосредственно Святому Престолу. Кафедральным собором экзархата является собор святого Климента.

## История
После разделения Чехословакии в 1993 году в Чехии был создан апостольский викариат для верующих грекокатолического обряда, который подчинялся епархии Прешова. 18 января 1996 года апостольский викариат был преобразован в Апостольский экзархат Чешской Республики с подчинением напрямую Святому Престолу.

## Ординарии экзархата
- епископ Иван Лявинец (18.01.1996 — 23.04.2003);
- епископ Ладислав Гучко (24.04.2003 — 2004);
- епископ Ян Еуген Кочиш (2004—2006).
- епископ Ладислав Гучко (2006—2025);

## Источник
- Annuario Pontificio, Libreria Editrice Vaticana, Città del Vaticano, 2003, ISBN 88-209-7422-3